# 斯諾 (音樂家)
達林·肯尼斯·奧布賴恩（英語：Darrin Kenneth O'Brien，1969年10月30日—），以他的藝名斯諾（英語：Snow）聞名，是一名加拿大音樂家、歌手和音樂。他的1992年單曲《Informer》在美國《告示牌》百強單曲榜維持榜單7個星期。

## 生平與工作
斯諾在安大略省多倫多北約克區出生和成長。

## 外部連結
- 官方网站